# Eurytoma tellis
Eurytoma tellis är en stekelart som beskrevs av Walker 1839. Eurytoma tellis ingår i släktet Eurytoma och familjen kragglanssteklar. Inga underarter finns listade i Catalogue of Life.